# Stephen Kolek
Stephen James Kolek (Houston, Texas, 18 de abril de 1997), más conocido como Stephen Kolek, es un jugador profesional estadounidense de béisbol que se desempeña en la posición de lanzador en San Diego Padres, equipo de las Grandes Ligas de Béisbol (MLB).

## Carrera
En 2024, Kolek hizo su debut en la MLB con el equipo San Diego Padres, donde lleva jugando una temporada.